# فرانك ماكسويل اندروز
فرانك ماكسويل اندروز (بالإنجليزية: Frank Maxwell Andrews)‏ هو طيار أمريكي، ولد في 3 فبراير 1884 في ناشفيل في الولايات المتحدة، وتوفي في 3 مايو 1943 في فاقرادالسفجال ‏ في آيسلندا.

## وصلات خارجية
- فرانك ماكسويل اندروز على موقع الموسوعة البريطانية (الإنجليزية)